# Янкович, Нина
Нина Янкович (англ. Nina Jankowicz) — американский исследователь информации, комментатор, специалист в области дезинформации и эксперт по информационной войне. В апреле 2022 года была назначена на должность главы Совета по противодействию дезинформации при Министерстве внутренней безопасности США, но спустя три недели ушла в отставку с этой должности на фоне личной в её адрес критики и роспуска и упразднения этого совета в мае 2022 года.

## Биография
Родилась в 1989 году. Окончила частный женский Колледж Брин-Мар (Пенсильвания). Окончила Школу дипломатической службы им. Э. А. Уолша Джорджтаунского университета (Edmund A. Walsh School of Foreign Service), получив диплом магистра по специальности «Россия, Евразия и Восточная Европа». Была сотрудником Института Кеннана в Международном центре имени Вудро Вильсона. Она по обмену посещала семестр в Российском государственном педагогическом университете имени А. И. Герцена в Санкт-Петербурге в 2010 году и окончила его в 2011 году. В 2013—2015 годах она занималась программами продвижения демократии в России и Белоруссии в американском Национальном демократическом институте по международным вопросам (National Democratic Institute for International Affairs). В 2016—2017 годах консультировала правительство Украины по вопросам стратегических коммуникаций.
В апреле 2022 года назначена на должность исполнительного директора Совета по противодействию дезинформации при Министерстве внутренней безопасности США.
18 мая The Washington Post сообщила, что правление Совета и его рабочие группы будут закрыты до рассмотрения, сославшись на то, что Министерство внутренней безопасности США не смогло объясниться с соответствующими органами Конгресса, ответить на критику названия правления и его неясной миссии, а также защитить Янкович от критики со стороны политиков. 17 мая 2022 года Министерство внутренней безопасности закрыло правление, и на следующий день Янкович официально подала в отставку со своего поста. Представитель Министерства внутренней безопасности заявил: «Нина Янкович подвергалась неоправданным и гнусным личным нападениям и угрозам физической расправы».
Робби Соав из Reason утверждал, что «ошибочная запись» Янкович «обрекла» правление («faulty record» «doomed» the board).
Владеет несколькими языками, включая русский, украинский и польский. Написала книгу «Как проиграть информационную войну: Россия, фейковые новости и будущее конфликта» (How To Lose the Information War: Russia, Fake News, and the Future of Conflict, 2020). В 2022 году выпустила книгу «Как быть женщиной в Интернете: пережить жестокое обращение и домогательства и как дать отпор» (How to be a Woman Online: Surviving Abuse and Harassment, and How to Fight Back) .

## Критика
27 апреля американский сенатор Рон Джонсон назвал Янкович «маяком дезинформации» из-за её сомнительных высказываний о ноутбуке Байдена, и обвинил её в «содействии распространению ложных сведений в СМИ».